# Elecciones estatales de Hamburgo de 1986
El 9 de noviembre de 1986, las elecciones al Parlamento de Hamburgo se  llevaron a cabo. El gobierno en mayoría del SPD sufrió grandes pérdidas, por lo que fue obligado a aliarse con otro partido. Las negociaciones de coalición fracasaron, por lo que en mayo de 1987 la elección fue repetida.

## Resultados
| Partido | Partido      | Votos   | %    | Escaños |
| ------- | ------------ | ------- | ---- | ------- |
|         | CDU          | 402 081 | 41,9 | 54      |
|         | SPD          | 400 402 | 41,7 | 53      |
|         | GAL          | 99 779  | 10,4 | 13      |
|         | FDP          | 45 680  | 4,8  | −       |
|         | HLA          | 6585    | 0,7  | −       |
|         | DKP          | 1536    | 0,2  | −       |
|         | A-R-G Kardel | 803     | 0,1  | −       |
|         | FAP          | 713     | 0,1  | −       |
|         | EFP          | 532     | 0,1  | −       |
|         | Patrioten    | 468     | 0,1  | −       |
|         | FSU          | 360     | <0,1 | −       |
|         | BWK          | 198     | <0,1 | −       |